# Winter on Fire: Ukraine's Fight for Freedom
Winter on Fire: Ukraine's Fight for Freedom è un documentario del 2015 diretto da Evgeny Afineevsky candidato al premio Oscar al miglior documentario.

## Trama
Il documentario racconta la rivolta chiamata Euromaidan avvenuta in Ucraina tra il 21 novembre 2013 e il 23 febbraio 2014 attraverso un approccio cronologico agli eventi chiave, mostrando filmati storici e testimonianze dei manifestanti.
Il punto di partenza è l'atteso accordo di associazione tra l'Ucraina e l'Unione europea che era stato promesso da Viktor Janukovyč per migliorare il futuro dell'Ucraina; ma questo accordo viene improvvisamente scartato a favore di uno con la Russia. I cittadini pro-Europa organizzano proteste e occupazioni, incentrate nella Majdan Nezaležnosti (piazza dell'indipendenza) di Kiev e intorno a essa. Dopo 4 mesi, la situazione di stallo tra il governo, le sue forze e manifestanti sempre più organizzati e decisi si intensifica in barricate, scaramucce violente, repressione brutale e sparatorie mortali da parte della polizia sui manifestanti.
Con le ultime sanguinose e raccapriccianti uccisioni di manifestanti nel febbraio del 2014, i leader della protesta giurano di rovesciare il governo con la forza. Il presidente ucraino filo-russo Viktor Janukovyč fugge in Russia nelle prime ore del mattino chiedendo e ottenendo l'asilo politico, aprendo la strada a nuove elezioni e a una nuova Ucraina che guarda all'Europa.

## Distribuzione
Il film è stato mostrato in anteprima alla 72ª Mostra internazionale d'arte cinematografica di Venezia e, subito dopo, alla 40ª edizione del Toronto International Film Festival, in cui vinse il premio nella categoria People's Choice Award for best documentary.
Fu distribuito su Netflix il 9 ottobre 2015. A seguito dell'invasione russa dell'Ucraina del 2022, Netflix decise di distribuire il film gratuitamente su YouTube il 5 marzo 2022.

## Riconoscimenti
- 2016 - Premio Oscar
  - Candidatura al Miglior documentario
- 2015 - Toronto International Film Festival
  - Vincitore del People's Choice Award for best documentary